# Shrek Forever After
Shrek Forever After is een Amerikaanse computeranimatiefilm uit 2010, geregisseerd door Mike Mitchell en geproduceerd door DreamWorks Animation. Het is de vierde film in de Shrek-reeks. De film ging in de Verenigde Staten in première op 21 april 2010. In Nederland en België kwam de film in juli 2010 uit.

## Verhaal
De film begint met een flashback naar de eerste film, net voordat Shrek prinses Fiona uit haar toren redt. In de flashback is te zien hoe Fiona’s ouders, koning Harold en koningin Lillian, een deal willen sluiten met Repelsteeltje om Fiona’s vloek op te heffen in ruil voor het koningschap over Far Far Away. Net voordat Harold het contract tekent, bereikt het nieuws van Fiona’s redding het koningspaar en blaast hij de deal af.
In het heden is Shrek zijn nieuwe status als beroemdheid inmiddels zat en mist zijn oude leven als oger heel erg. Bij zijn terugkeer in Far Far Away voor de eerste verjaardag van zijn kinderen spreekt Shrek de wens uit om weer een “echte oger” te kunnen zijn. Repelsteeltje hoort dit en krijgt een plan om toch nog de macht in Far Far Away te grijpen. Hij biedt Shrek aan om hem een dag weer te laten leven zoals hij leefde voor hij Fiona leerde kennen, in ruil voor een dag uit Shreks verleden. Shrek gaat akkoord door een magisch contract te tekenen.
Door de deal kan Repelsteeltje het verleden veranderen waardoor Harold en Lillian wél het contract tekenen en hij koning van Far Far Away wordt. Er ontstaat zo een nieuwe tijdlijn waarin Shrek en Fiona nooit zijn getrouwd en Shrek nu een alom gevreesd monster is met een prijs op zijn hoofd. Donkey kent hem niet en de Gelaarsde Kat is nu een luie dikke kater die niet kan vechten. Repelsteeltje dreigt tevens Shreks bestaan geheel uit te wissen door de dag dat Shrek werd geboren op te eisen als de dag die Shrek moet inleveren, waardoor Shrek nooit geboren zal worden.
Shrek kan met moeite Donkey overtuigen hem te helpen. Samen met hem wordt hij lid van een verzetsgroep van Ogers, geleid door Fiona. Deze groep wordt echter gevangen door Repelsteeltje en de rattenvanger van Hamelen. Shrek en Fiona kunnen als enigen ontkomen, waarna Repelsteeltje belooft degene die Shrek bij hem brengt alles te zullen geven wat hij wil. Shrek maakt hier handig gebruik van door zichzelf aan te geven, en te eisen dat Repelsteeltje alle gevangen ogers laat gaan. Samen verslaan de ogers Repelsteeltjes leger van heksen. Shrek slaagt erin Fiona weer verliefd op hem te laten worden waardoor het contract met Repelsteeltje ongedaan wordt gemaakt. Alles verandert terug naar hoe het moet zijn. Shrek ziet nu in dat dit leven toch beter is dan zijn oude en geeft samen met de andere ogers een uitbundig feest.

## Rolverdeling
| Personage                                      | Engelse stem | Nederlandse stem | Vlaamse stemmen     |
| ---------------------------------------------- | --- | --- | ------------------- |
| Shrek                                          | Mike Myers | Peter Blok | Lucas Van den Eynde |
| Donkey (Ezel)                                  | Eddie Murphy | Carlo Boszhard | Gene Bervoets       |
| Princess Fiona (Prinses Fiona)                 | Cameron Diaz | Angela Schijf | Vera Mann           |
| Puss in Boots (De Gelaarsde Kat)               | Antonio Banderas | Jon van Eerd | Axel Daeseleire     |
| Rumpelstiltskin (Repelsteeltje)                | Walt Dohrn | Paul Groot | Peter Thyssen       |
| Brogan                                         | Jon Hamm | Jeroen Nieuwenhuize |                     |
| Cookie (Kokkie)                                | Craig Robinson | Ramon Beuk |                     |
| Gretched                                       | Jane Lynch | Barbara Straathof |                     |
| Queen Lillian (Koningin Lillian)               | Julie Andrews | Beatrijs Sluijter |                     |
| King Harold (Koning Harold)                    | John Cleese | Wim van Rooij |                     |
| Heksen                                         | Lake Bell (Patrouille heks / Gevangeniswagen heks #2) Kathy Griffin (Dansende heks / Gevangeniswagen heks #1) Mary Kay Place (Bewakingsheks) Kristen Schaal (Pompoenen heks / Paleis heks) Meredith Vieira (Broomsy heks) Billie Hayes (Kakkelende heks) Mike Mitchell (Baba) Ashley Boettcher Danielle Soibelman | Susan Smit (Griselda) Dieter Jansen (Baba) Donna Vrijhof (Amber) Marjolein Algera (Georgette) Huub Dikstaal (Soldaat Jammie) Klaas Kaptijn (Lemke) |                     |
| Gingerbread Man (Peperkoekmannetje)            | Conrad Vernon | Rolf Koster |                     |
| Pinocchio (Pinokkio)                           | Cody Cameron | Rolf Koster |                     |
| The Three Little Pigs (De Drie Biggetjes)      | Cody Cameron | Olaf Wijnants |                     |
| The Big Bad Wolf (De Grote Boze Wolf)          | Aron Warner | Leo Richardson |                     |
| The Three Blind Mice (De Drie Blinde Muizen)   | Christopher Knights | Jeroen Keers |                     |
| The Magic Mirror (De Magische Spiegel)         | Chris Miller | Huub Dikstaal |                     |
| Doris                                          | Larry King | Frans Limburg |                     |
| Mabel                                          | Regis Philbin | Ewout Eggink |                     |
| Geppetto                                       | Chris Miller | Frans Limburg |                     |
| Father of Butter Pants (Vader van Billenbroek) | Ryan Seacrest | Florus van Rooijen |                     |
| Butter Pants (Billenbroek)                     | Mike Mitchell | Dieter Jansen |                     |
| Farkel Fergus Felicia                          | Jasper Johannes Andrews Ollie Mitchell Miles Christopher Bakshi Nina Zoe Bakshi | Maurice Worsteling Xavier Werner Elaine Hakkaart                                                                                                   |                     |
| Tour Guide                                     | Mike Mitchell | Florus van Rooijen |                     |
| Priester                                       | Walt Dohrn | Ewout Eggink |                     |
| Dragon (Draak) Fifi                            | Frank Welker | Frank Welker | Frank Welker        |
| Pied Piper (De Rattenvanger)                   | Jeremy Steig | Jeremy Steig | Jeremy Steig        |

De overige Nederlandse stemmen worden ingesproken door Frans Limburg, Ewout Eggink, Florus van Rooijen, Lizemijn Libgott, Tara Hetharia, Barbara Straathof, Holanda Lazic, Barry Worsteling, Theun Termijtelen en Jurre Ording.

## Achtergrond
Tim Sullivan schreef het oorspronkelijke verhaal voor Shrek Goes Fourth. Dit verhaal werd echter aangepast door Darren Lemke en Josh Klausner. De acteurs uit de vorige films vertolken opnieuw de hoofdpersonages.
Shrek Forever After werd matig ontvangen bij de pers. Op de site Rotten Tomatoes heeft de film een score van 52 procent, waarbij 66 van de 128 critici de film een onvoldoende gaven. Mede doordat de voor Shrek typerende schuine zinsnedes met het oog op de jonge kijkers door de Amerikaanse censuur was gekuist. De reacties op de film waren wel beter dan die op de vorige film, Shrek the Third. Pete Hammond van Boxoffice gaf de film 4,5 van 5 sterren.
Shrek Forever After ging in Noord-Amerika in 4377 bioscopen in première. De eerste dag bracht de film $26.750.000 op, aanzienlijk minder dan de vorige twee Shrek-films. Na drie dagen stond de opbrengst op $70.838.207.
Op 25 november 2009 maakte DreamWorks Animation bekend dat plannen voor een vijfde Shrek-film geschrapt waren, en dat Shrek Forever After definitief de laatste film in de reeks zou worden.